# Plateaux (Togo)
Plateaux er en af  Togos fem regioner. Det er den arealmæssigt  største region og den næststørste i folketal.  Plateaux  ligger centralt i den sydlige del af landet, og grænser grænser mod nord til regionen Centrale, mod syd til regionen Maritime, mod vest til  Ghana og mod øst til Benin. Den administrative hovedsad er byen  	Atakpamé, og regionen er inddelt i præfekturene Agou, Amou, Danyi, Est-Mono, Haho, Kloto, Moyen-Mono, Ogou, Wawa. Floden Mono løber fra nord mod syd, gennem regionen. 
7°30′N 1°6′Ø / 7.500°N 1.100°Ø